# Rondônia
Rondônia (ʁõˈdoniɐ), amtlich portugiesisch Estado de Rondônia, ist ein Bundesstaat im Westen Brasiliens. Die Hauptstadt von Rondônia ist Porto Velho.

## Geografie
Rondônia grenzt an die brasilianischen Bundesstaaten Amazonas, Acre und Mato Grosso sowie an Bolivien. Es gehört zur brasilianischen Großregion Norte.
Rondônia hatte im Jahr 2010 eine Fläche von rund 238.513 km², geringfügig mehr als Rumänien und deutlich mehr als Großbritannien. Mit 1,58 Mio. Einwohnern (2022) lag die Bevölkerungsdichte bei 6,6 Einwohnern pro km². Die Bevölkerungszahl wurde 2024 auf 1.746.227 Einwohner geschätzt, die Fläche wurde 2018 mit rund 237.765 km² um etwa 748 km² geringer als bei der letzten Erhebung 2010 angegeben.

## Geschichte
Rondônia entstand aufgrund eines  von der brasilianischen Regierung seit den 1970er Jahren  geförderten Erschließungsprojekts. 1981 wurde das Gebiet zum Bundesstaat erhoben. Vorher war das von den Guaporé-Indianern bewohnte Gebiet kaum bekannt.
Am 13. September 1943 wurde durch das Gesetz Nr. 5.812 das Território Federal do Guaporé, deutsch Bundesterritorium Guaporé, gegründet. Es wurde am 17. Februar 1956 zu Ehren von Cândido Rondon durch das Gesetz Nr. 21.731 zum Território Federal de Rondônia, deutsch Bundesterritorium Rondônia. Am 4. Januar 1982 wurde Rondônia zu einem eigenen Bundesstaat und bestimmt seine Politik selbst.
Der neue Teilstaat ist nach dem brasilianischen Forscher, Landvermesser und Erbauer von Telegraphenleitungen Cândido Rondon benannt, der 1913 und 1914 mit Theodore Roosevelt, dem früheren US-Präsidenten, die Roosevelt-Rondon Scientific Expedition in den nördlichen Mato Grosso leitete.

## Politik
Gouverneur ist seit den Wahlen in Brasilien 2018 für die Amtszeit von 2019 bis 2023 Marcos Rocha des rechtsgerichteten Partido Social Liberal (PSL).
Die Legislative liegt bei der Legislativversammlung von Rondônia (Assembleia Legislativa do Estado de Rondônia) mit 24 gewählten Abgeordneten.

## Wirtschaft
Die wirtschaftliche Existenzgrundlage Rondônias ist vor allem die Nutzung des tropischen Regenwaldes. Zur Holzgewinnung und für die Anlage von Plantagen wurde und wird massenhaft Tropenwald umgewandelt, auch durch Raubbau wird viel Regenwald vernichtet. Bisher sind rund 25 Prozent der Wälder des Bundesstaates abgeholzt worden. Neben der Holzindustrie ist der Bergbau mit dem Abbau vor allem von Zinnerz, aber auch Gold, Eisenerz, Mangan und Edelsteinen ein wichtiger Wirtschaftszweig des Landes. Bis 2000 ist die Bevölkerung durch den Zuzug aus dem armen brasilianischen Nordosten schnell gewachsen. Mittlerweile hat sich das Wachstum deutlich abgeschwächt und liegt im brasilianischen Durchschnitt.

### Indigener Emissionsrechtehandel
In den letzten Jahrzehnten begann sich Widerstand bei der indigenen Bevölkerung gegen den Raubbau an der Natur zu regen. So wehren sich Angehörige vom Stamm der Suruí (Paiter) mit Hilfe von Internet, Google Earth und GPS gegen Holzdiebe und begannen ab 2007 mit Planungen, in den internationalen Emissionsrechtehandel einzusteigen. Nach den notwendigen Zertifizierungen erfolgte im September 2013 der erste brasilianische einheimische Emissionszertifikatsverkauf im Umfang von 120.000 Tonnen an den Kosmetikkonzern Natura.

## Städte
Die zehn bevölkerungsreichsten der 52 Städte in Rondônia sind laut Volkszählung 2010 und der Schätzung der Einwohnerzahlen zum 1. Juli 2020 des IBGE:
|        | Gemeinde            | Zensus 2010 | Schätzung 1. Juli 2020 |  |
| ------ | ------------------- | ----------- | ---------------------- |  |
| 01     | Porto Velho         | 428.527     | 539.354 ▲              |  |
| 02     | Ji-Paraná           | 116.610     | 130.009 ▲              |  |
| 03     | Ariquemes           | 90.353      | 109.523 ▲              |  |
| 04/↓5  | Cacoal              | 78.574      | 85.893 ▲               |  |
| 05/↑4  | Vilhena             | 76.202      | 102.211 ▲              |  |
| 06/↓7  | Jaru                | 52.005      | 51.620 ▼               |  |
| 07/↑6  | Rolim de Moura      | 50.648      | 55.407 ▲               |  |
| 08     | Guajará-Mirim       | 41.656      | 46.556 ▲               |  |
| 09/↓10 | Ouro Preto do Oeste | 37.928      | 35.737 ▼               |  |
| 10/↑9  | Pimenta Bueno       | 33.822      | 36.881 ▲               |  |